# Приморская улица (Петергоф)
Примо́рская улица — улица в Петергофе. Идёт по южному побережью Невской губы, между Елизаветинской и Дивеевской улицами.

## История
До Отечественной войны в зданиях бывших дач Ф. К. Сан-Галли, Л. И. Крона и А. А. Грубе (Приморская улица, 8) располагался санаторий Союза работников просвещения, для которого дачные сады были объединены прямыми аллеями. Санаторий дал новое имя этому предместью Старого Петергофа — посёлок Просвещение.

## Магистрали
Улица граничит или пересекается со следующими магистралями:
| 1. Елизаветинская улица 2. Дивеевская улица |

## Достопримечательности

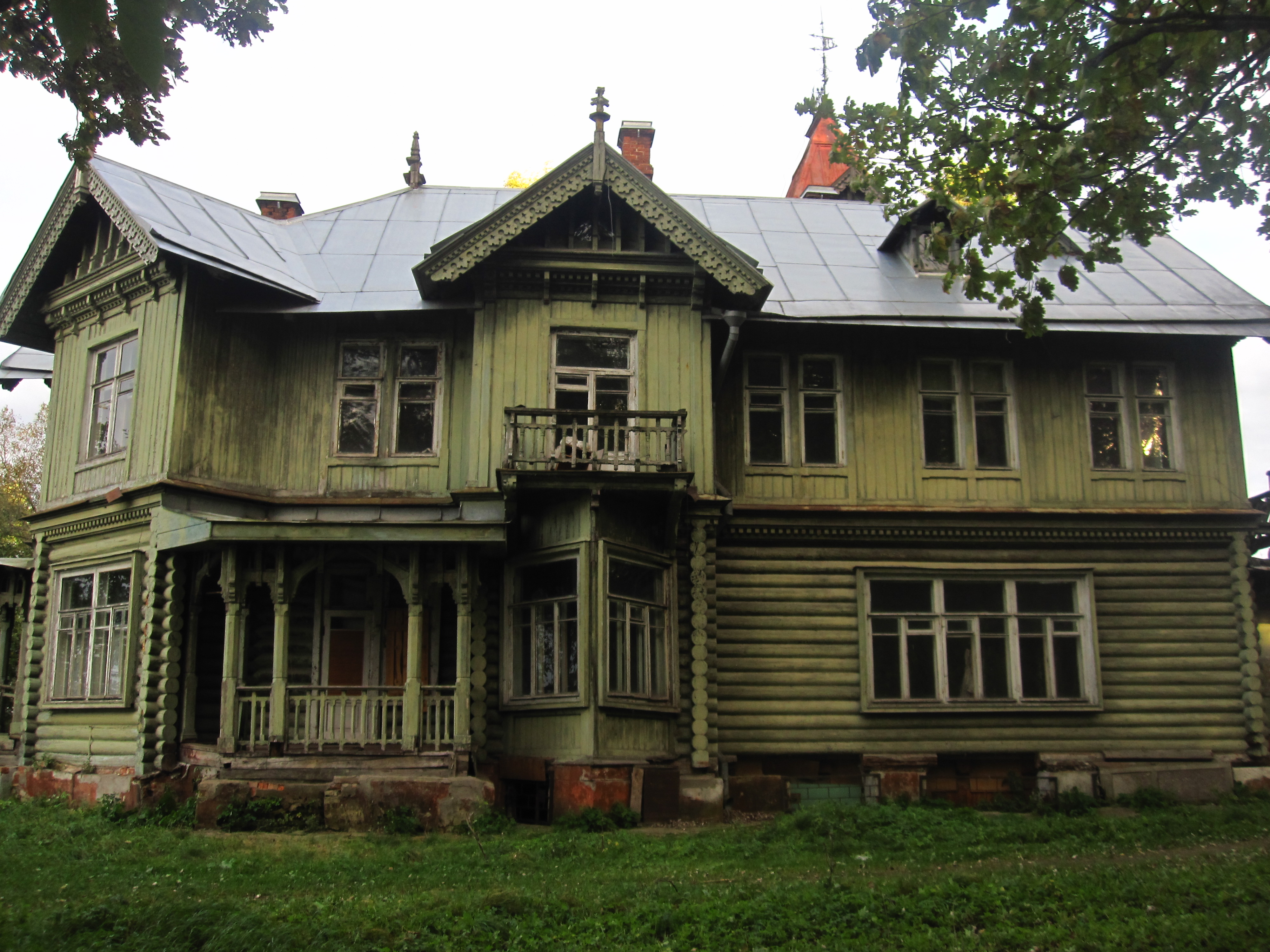
Дача Бенуа

- № 8, корпус 2 — дача Крона,  7801179000;
- № 8, корпус 4 — дача М. Н. Бенуа,  7802032000.

Также рядом с Приморской улицей находятся Финский залив и Парк Ольденбургского

## Транспорт
- Автобусы:

- Остановка «Посёлок Просвещение»: № 200, 348, 349, 401

- Маршрутные такси:

- Остановка «Посёлок Просвещение»: № 401А